# BDécines
BDécines est un festival de la bande dessinée organisé par l'association Léo Lagrange à Décines-Charpieu (Rhône). Au niveau régional, c'est le festival de l'est lyonnais, alors que le Festival de la Bulle d'Or est celui de l'ouest.

## Historique
Le festival a d'abord été organisé sur le site de Léo lagrange, ensuite à la salle des fêtes, puis au collège M.Bastié, puis au Toboggan (centre culturel).
Depuis 2008, Le festival a lieu au centre culturel le Toboggan (à Décines).
Chaque année, BDécines réunit environ 3 000 visiteurs autour d'une trentaine d'auteurs nationaux et internationaux en dédicaces. Plusieurs évènements viennent animer ces deux jours tels que des expositions, ateliers et tables rondes. 
En amont du festival, l'association Léo Lagrange organise une semaine pédagogique pour les élèves, en collaboration avec les écoles primaires et la municipalité. La BD éducative est une démarche citoyenne qui a pour objectif d’encourager la pratique de la lecture et de l’écriture ainsi que la fréquentation des bibliothèques
Ainsi, des professionnels de la BD se rendent tout au long de l’année scolaire dans les classes et structures socioculturelles de la région et travaillent ensemble auprès des jeunes afin de les initier  à l’art du dessin et de la technique de la bande dessinée.

## Liste des éditions
1. 13-14 mai 2000 : Enrico Marini, affiche de Ciro Tota
2. 12-13 mai 2001 : Plus jamais ça (marée noire), affiche de Efix
3. 4-5 mai 2002 : année de l'Algérie, affiche de Claude Guth et Laurent Cagniat
4. 17-18 mai 2003 : affiche de Shelle et Franck Chantelouve (Papoose)
5. 15-16 mai 2004 : Sur les chemins de la mémoire, affiche de Jérôme Jouvray
6. 21-22 mai 2005 : transports de bulles, affiche de André Amouriq (Nostra)
7. 13-14 mai 2006 : Oui à l'esprit sportif, affiche de Poupard
8. 12-13 mai 2007 : environnement, affiche de Patrick Larme, invité d'honneur: Pierre Dubois)

9. 24-25 mai 2008 : développement durable, passage du film Peur(s) du noir avec conférence, animation en direct avec Olivier Supiot (Baron de Münchhausen)
10. 16-17 mai 2009 : bio-diversité, environnement, affiche de Ciro Tota, invité d'honneur Serge Le Tendre, passage d'un film avec conférence.
11. 29-30 mai 2010 : La musique dans tous ses états, affiche de Mohamed Aouamri, invité d'honneur
- une exposition Georges Frog, l'œuvre de Phicil
- une exposition sur l'œuvre de Raphaël Gauthey, en présence du dessinateur
- concert dessiné avec le Big bang couleur jazz et le dessinateur Phicil
- diffusion de films d'animation de Léo production

12. 14-15 mai 2011 : affiche de Zerriouh, invité d'honneur Dubouillon
- une exposition La méthode Largo Winch
- une exposition Du vent dans mes mollets de Raphaëlle Moussaphir et mam'zelle roüge, en présence des auteurs
- diffusion de films d'animation de Léo production

## Invités
- 2006 : Alep, Farid Boudjellal, Caza, Kara (auteur)
- 2007 : Patrick Larme, Enrico Marini, Pékélé, Pica (auteur)
- 2008 : Tarek, Ciro Tota, Lidwine, Smudja, Dubois, Olivier Supiot, Cazenove, Mohamed Aouamri, Béatrice Tillier, etc.
- 2009 : Florence Dupré-Latour, Farid Boujellal, Xavier Delaporte, Serge Le Tendre, etc.
- 2010 : Hub, Mohamed Aouamri, Ciro Tota, Thierry Girod, Jung, Kaya, Phicil, etc.
- 2011 : Serge Annequin, Jean Barbaud, Batist, Blancou, Brocard, Yann Degruel, juliette Derenne, Jean-Christophe Deveney, Richard Di Martino, Domas, Dubouillon, Stéphane Duval, Benoit Frebourg, Loïc Godart, Jea-Luc Julian, Patrick Larme, Laurent Lefeuvre, Marko, Mam'zelle Roüge, Estelle Meyrand, Raphaël Moussafir, Nauriel, Jean-Michel Renault, Robin, Xavier Roth-Fichet, Laurent Segal, Laurent Sieurac, Léah Touitou, Tom Viguier, Jean-Paul Vomorin, Zerriouh.

## Prix
Les récompenses, jusqu'en 2010, sont appelées bonne mine et sont représentées par un trophée en forme de crayon. En 2011, elles prennent la forme d'une grenouille, emblème discret du festival depuis le début. Ces cinq récompenses sont remises selon le meilleur scénario, le meilleur dessin, le meilleur album, le coup de cœur et me prix du public.